# Jürgen C. Aschoff
Jürgen Christoff Volker Ludwig Aschoff (* 12. Juli 1938 in Berlin) ist ein deutscher Neurologe, Hochschullehrer und Schriftsteller mit Spezialisierung auf tibetische Medizin.

## Biografie
Jürgen C. Aschoff studierte Medizin an den Universitäten Freiburg im Breisgau und Wien und wurde 1964 in Freiburg promoviert. 1971 wurde er Oberarzt der Neurologie an der Universität Ulm, an der er sich 1974 in Neurologie und klinische Neurophysiologie habilitierte. Danach arbeitete er von 1981 bis 2003 als Leiter der Neurologischen Ambulanz und später als geschäftsführender Oberarzt der Abteilung Neurologie und stellvertretender Direktor der neurologischen Abteilung der Universität Ulm. Aschoff hatte von 1991 bis 1999 das Amt des Prorektors an der Universität inne und engagierte sich stark in der Bezirks- und Landesärztekammer Baden-Württembergs.
Seit Jahrzehnten bereist Aschoff den Norden Indiens sowie Nepal und Tibet. Über seine Reisen nach Nordindien und Tibet veröffentlichte er zahlreiche Bücher und Bildbände, die im Fabri Verlag des Autors erschienen sind. Aschoff ist unter anderem Herausgeber einer Bibliographie über den Kulturraum des Himalaya und einer Bibliographie zur tibetischen Medizin. 1996 organisierte Aschoff das Symposium „East Meets West, West Meets East“ für tibetische Medizin an der Universität Ulm auf dem Gebiet der alternativen Medizin.

## Auszeichnungen
- 1997: Wilhelm-Griesinger-Medaille der Bezirksärztekammer Südwürttemberg

## Publikationen
- Tibet, Nepal und der Kulturraum des Himalaya : mit Ladakh, Sikkim und Bhutan. Kommentierte Bibliographie deutschsprachiger Bücher und Aufsätze 1627 bis 1990 (Aufsätze bis zum Jahre 1900). Garuda, Dietikon 1992, DNB 95229205X.
- Tsaparang : Königsstadt in Westtibet : die vollständigen Berichte des Jesuitenpaters António de Andrade und eine Beschreibung vom heutigen Zustand der Klöster.  MC Verlag, München 1989, ISBN 3-923558-23-6.
- Annotated Bibliography of Tibetan Medicine (1789–1995). Kommentierte Bibliographie zur tibetischen Medizin (1789–1995). Ulm, Germany: Fabri Verlag & Dietikon, Switzerland: Garuda Verlag, 1996, ISBN 3-9802975-9-4.
- mit Tashi Y. Tashigang: Tibetan "precious pills", the rinchen medicine : a trantric healing system with great benefits some problems many secrets. Fabri, Ulm 2001, ISBN 3-931997-13-8.
- Colour symbolism in Tibetan thangka and mural painting. Fabri, Ulm 2007, ISBN 978-3-931997-30-4.
- Magisches am Inle Lake in Myanmar. Tattoo-, Bildermagie- und Kerzenritual-Kunst der Intha und Shan. Fabri, Ulm 2018, ISBN 978-3-931997-62-5.
- Old Delhi: Personal Glimpses in Black & White. Fabri Verlag, Ulm 2019, ISBN 978-3-931997-67-0.
- The Dakini Vajravarahi and the Samding Dorje Phagmo. Thoughts and images about a fascinating spiritual female character. Fabri Verlag, Ulm 2024, ISBN  978-3-931997-99-1.
- Magic Tattoos and magical Tattoo Leporellos in Myanmar. Fabri Verlag, Ulm 2025, ISBN 978-3-910681-02-6.
- Spirit-Trees. Die von einem Geist bewohnten Bäume in Bangkok. Fabri Verlag, Ulm 2025, ISBN 978-3-910681-01-9.